# Marshtest

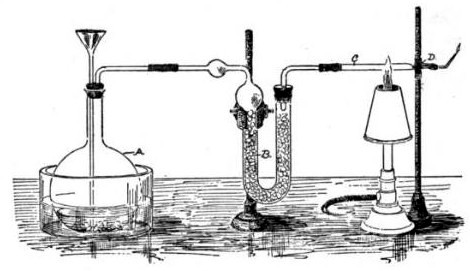
Opstelling voor de marshtest

De marshtest, genoemd naar de Britse scheikundige James Marsh, is een methode voor het detecteren van arseen, in het bijzonder in de forensische toxicologie bij het vermoeden van een arseenvergiftiging.
Tot de opkomst van de marshtest rond 1840 was het gebruik van rattengif in de vorm van wit arseen(III)oxide een favoriet vergif omdat het smaakloos, eenvoudig toe te voegen aan levensmiddelen en bovenal niet te traceren was.
De marshtest komt neer op de reductie van arseen(III)oxide met zink in sterk zuur milieu (zwavelzuur):
{\displaystyle {\ce {As2O3 + 6Zn + 6H2SO4 -> 2AsH3 + 6ZnSO4 + 3H2O}}}
Het ontstane arsine (AsH3) kan worden aangestoken. Het ontleedt vervolgens en laat een zwartglanzende arseenspiegel achter op glas:
{\displaystyle {\ce {2AsH3 -> 3H2 + 2As}}}
Deze reactie kan ook toegepast worden op antimoon en bismut (waarbij respectievelijk stibine en bismutine gevormd worden). Als de gevormde spiegel oplosbaar is met een mengsel van ammonia en waterstofperoxide kan worden uitgesloten dat het om iets anders dan arseen gaat:
{\displaystyle {\ce {2As + 5H2O2 + 6NH3 -> 2AsO4^3- + 6NH^+4 + 2H2O}}}